# ラグビーマレーシア代表
ラグビーマレーシア代表（英語: Malaysia national rugby union team）は、マレーシアラグビー協会によるラグビーユニオンのナショナルチームである。

## 歴史
1972年、初試合。
その後2017年、アジアラグビーチャンピオンシップディビジョン1優勝して、トップ3に初昇格。

## ワールドカップの成績
- 1987年 - 不参加
- 1991年 - 不参加
- 1995年 - 予選敗退
- 1999年 - 予選敗退
- 2003年 - 予選敗退
- 2007年 - 予選敗退
- 2011年 - 予選敗退
- 2015年 - 予選敗退
- 2019年 - 予選敗退
- 2023年 - 予選敗退
- 2027年 - 予選敗退